# Spitzenparade der volkstümlichen Weisen
Die Spitzenparade der volkstümlichen Weisen war eine  Volksmusik-Wertungssendung von Radio DDR 1.

## Ausstrahlung
Ausgestrahlt wurde sie ab 1979 jeweils Sonntags 12 Uhr und moderiert von Reinhard Mirmseker. Vorbild war die bekannte und erfolgreiche Sendereihe Wettstreit nach Noten des Deutschlandfunks. Am Jahresende wurde, wie in vielen anderen Hitparaden, ein Jahressieger gekürt. Kurz nach dem Start der Sendereihe kam es in der DDR zu einem regelrechten Boom der volkstümlichen Musik, in dessen Folge zahlreiche neue Gruppen und Solisten in diesem Genre aktiv wurden.

## Teilnehmer (Auswahl)
- Die Nahetaler
- Ellen Sander[1]